# Christabel Oduro
Christabel Oppong Oduro (* 1. November 1992 in Brampton, Ontario) ist eine kanadische Fußballspielerin.

## Leben
Oduro wurde als Tochter ghanaischer Einwanderer aus Kumasi in Brampton, Ontario geboren. In Brampton besuchte sie von 2006 bis 2009 die St. Thomas Aquinas Secondary School, bevor sie sich im Herbst 2010 für ein Studium an der US-amerikanischen University of Memphis einschrieb. Oduro ist eine Cousine der in Kanada aufgewachsenen kanadischen Juniorenauswahlspieler Dominic Oduro und des ehemaligen Waldhof Mannheim Spielers Victor Oppong.

## Karriere

### Verein
Oduro startete ihre aktive Karriere 1999 im Bambini Team des Brampton United FC. Nach zwei Jahren verließ sie Brampton United und ging zum Dixie Soccer Club. Zudem lief Oduro von 2006 bis 2009 im Cardinals Women Soccer Team der St. Thomas Aquinas Secondary School in Brampton auf. In ihrem letzten High School Jahr feierte Oduro ihren Einstand in der W-League bei den Toronto Lady Lynx. Nachdem Oduro in 13 Spielen drei Tore für die Lady Lynx erzielt hatte, wechselte sie zum W-League Rivalen Hamilton Rage FC. Oduro lief in zwei Jahren in 20 Spielen für Rage auf und erzielte dabei acht Tore, ehe sie zu Brampton United Flames zurückkehrte.
Am 25. Mai 2014 unterschrieb sie beim USL W-League-Franchises Ottawa Fury, bei dem sie mit fünf Toren in zwölf Spielen eine der Topscorer ist.
Ab dem 31. Juli 2014 befand Oduro sich gemeinsam mit ihrer Landsfrau Danica Wu im Probetraining des Frauen-Bundesliga-Aufsteigers Herforder SV. Im Sommer 2015 absolvierte sie abermals ein Probetraining in Herford und bekam beim Frauen-Bundesliga-Absteiger Herforder SV diesmal einen Vertrag. Am 23. August 2015 feierte Oduro ihr Debüt für den Herforder SV und erzielte in der ersten Runde des DFB-Pokals mit dem 1:0 für Herford ihr Debüt-Tor. Nachdem Oduro 10 Tore in 20 Spielen für den Herforder SV erzielt hatte, kehrte sie im Sommer 2016 nach Kanada zurück und spielt seither für Woodbridge Soccer Club. Nachdem sie in zwei Monaten 12 Tore in 13 Spielen für Woodbridge erzielt hatte, wechselte sie Mitte August 2016 nach Israel zu Ironi Ramat HaSharon, wo sie am 23. August 2016 ihr Debüt in der UEFA Women’s Champions League gegen ZFK 2000 Sarajevo feierte. Nach einem halben Jahr in Israel, wechselte sie im Januar 2017 nach Schweden, zum P18 IK, wo sie in der Division 1 Södra Svealand mit ihren Landsfrauen Sarah Forde und Alyscha Mottershead auflaufen wird. Im Januar 2018 kehrte sie nach Kanada zurück und gab am 6. Januar 2018 in der United Women’s Soccer League ihr Debüt für die Calgary Foothills gegen So Cal Crush. Oduro spielte in der 2018 Saison in der United Women’s Soccer League, in 10 Spielen und erzielte 1 Tor. Bevor sie am 8. Januar 2019 nach Schweden zurückkehrte und für die Saison 2019 bei IFK Kalmar, in der Elitettan unterschrieb. Im Sommer 2020, verließ Oduro Skandinavien und wechselte nach Malta zu Birkirkara FC. Sie erzielte in ihren Debüt bei einem 12:0 über Luxol, gleich einen Hattrick und spielte anschließend für Birkirkara in der UEFA Women’s Champions League. Nach einem halben Jahr in Malta unterschrieb sie am 17. Februar 2021 in Island bei UMF Grindavík.

### Nationalmannschaft
Im März 2012 wurde Oduro das erste Mal in die Kanadische Fußballnationalmannschaft der Frauen berufen. Im Anschluss spielte sie im Herbst 2012 für die U-20 von Kanada die U-20-Fußball-Weltmeisterschaft der Frauen 2012 in Japan. Ehe Oduro am 12. Januar 2013 ihr A-Länderspieldebüt für Kanada in einem Freundschaftsspiel gegen China im Olympic Sports Center in Yongchuan, in der Präfektur Chongqing gab.
Insgesamt lief Oduro in zwei Spielen für die kanadische U-18 sowie bei neun Länderspielen für die kanadische U-20-Fußballnationalmannschaft der Frauen auf.

## Sonstiges
In ihrer Schulzeit spielte sie für die St. Thomas Aquinas Secondary School aktiv Basketball und im Volleyballteam. Auf Schulebene wie auch in diversen Provinzauswahlen von Ontario. Zudem gehörte sie dem Leichtathletikteam im Cross Country Running-Team an. Oduro spielte in diversen Provinzauswahlmannschaften gegen die späteren Frauen-Bundesliga-Spielerinnen Mélissa Busque, Tiffany Cameron, Christina Julien, Kylla Sjoman und Danica Wu.